# Parc éolien de Dudgeon
Dudgeon est un parc éolien offshore en projet, situé à 32 km au nord-est de la côte du Norfolk en Grande-Bretagne. 

## Histoire
Les premières études de faisabilité ont débuté en 2004, les financements ont été accordés en 2012. Le coût du projet se monte à 1,5 milliard de livres.
Le parc éolien offshore de Dudgeon est entré en service le mercredi 22 novembre 2017.

## Caractéristiques des éoliennes
- Année de mise en service : 2017
- Superficie: 75 km2
- Constructeur: Siemens Gamesa
- Type: SWT 154
- Hauteur d'axe: 100 m
- Longueur des pales: 75 m
- Hauteur totale: 175 m
- Puissance unitaire: 6 MW[2]